# Телега Микола Якович
Микола Якович Телега (? — ?) — український радянський діяч, головний інженер Романівської машинно-тракторної станції (МТС) Попільнянського району Житомирської області. Депутат Верховної Ради УРСР 4-го скликання.

## Біографія
Освіта вища.
З кінця 1940-х по 1958 рік — головний інженер Романівської машинно-тракторної станції (МТС) Попільнянського району Житомирської області.

## Нагороди
- ордени
- медалі